# مالكوم هارتلي
مالكوم هارتلي (بالإنجليزية: Malcolm Hartley)‏ هو عالم فلك أسترالي، ولد في 15 فبراير 1947 في بري ‏ في المملكة المتحدة.